# 张家祥 (1932年)
| 长江村星 | 1957年11月11日 | MPC （页面存档备份，存于） |

张家祥（1932年10月30日—2019年12月29日），男，江苏南京人，中国天文学家，中国科学院紫金山天文台研究员，小行星基金会主席，致力于彗星和小行星的观测和轨道研究。曾指导南京市少年之家天文小组。

## 生平

### 早年经历
1950年，张家祥毕业于南京一中，随后考入了同济大学土木工程系。他在同济大学只上了一个学期，就回到南京。后进入紫金山天文台工作。

### 探测小行星
1954年9月，张家祥和张钰哲修复了60厘米口径的反射式天文望远镜，正式投入小行星观测。1955年1月20日，他们在望远镜拍摄的底片上发现了一颗小行星。连续观测数日后，他们计算出了小行星的轨道，并上报给國際小行星中心，得到临时编号1955BG，后被命名为小行星3960 “查刘璧如”星。它是中国人于1949年之后在中国大陆发现的第一颗小行星。

### 人造卫星轨道研究
1957年，张家祥和张钰哲一起发表了《人造卫星的轨道问题》的专题论文，被称为中国人造卫星运动理论的奠基之作。

## 荣誉
1991年11月19日，美国哈佛-史密松天体物理中心的天文学家邵正元在南京宣布，将该台1981年4月1日发现的一颗小行星命名为“张家祥星”。